# Pedro Aguinaga
Pedro Aguinaga ou simplesmente Pedrinho Aguinaga (Rio de Janeiro, 20 de fevereiro de 1950) é um ator e modelo brasileiro. 

## Filme
| Ano  | Título                                           | Personagem       |
| ---- | ------------------------------------------------ | ---------------- |
| 1971 | Minha namorada                                   | Fernando         |
| 1972 | O Judoka                                         | Carlos/O Judoka  |
| 1973 | Caingangue - A portaria do diabo                 | Anjo             |
| 1974 | Banana Mecânica                                  | Pedro Aguinaga   |
| 1978 | Os Trapalhões na Guerra dos Planetas             | Príncipe Flick   |
| 1980 | Os Três Mosqueteiros Trapalhões                  | Duque            |
| 1982 | Rio Babilônia                                    | Eduardo          |
| 1991 | Matou a família e foi ao cinema                  | marido de Márcia |
| 1997 | Navalha na Carne                                 | Homem            |
| 2011 | Jiboia                                           | Dr. Macedo       |
| 2019 | Neville D’Almeida – Cronista da Beleza e do Caos | Ele mesmo        |

### Na Televisão
| Ano  | Título          | Personagem    | Notas                      |
| ---- | --------------- | ------------- | -------------------------- |
| 1977 | Locomotivas     | Marco Aurélio |                            |
| 1995 | Você Decide     | —             | Episódio: "Agora ou Nunca" |
| 2005 | Começar de Novo | Alex          | [ 5 ]                      |